# Приграничная торговля
Приграничная торговля — ограниченный вид международной торговли, осуществляемый в приграничных  районах сопредельных государств исключительно для удовлетворения местных потребностей в товарах и услугах, произведенных в пределах соответствующих приграничных территорий и предназначенных для потребления физическими лицами, имеющими постоянное место жительства на этих территориях, и юридическими лицами, имеющими место нахождения на этих территориях. Предполагает предоставление особого благоприятного режима внешнеторговой деятельности.
Приграничная торговля ведётся, как правило, на основе международного договора страны с сопредельным иностранным государством или группой сопредельных иностранных государств.
Порядок осуществления приграничной торговли и соответствующие приграничные территории, на которых устанавливаются особые режимы осуществления внешнеторговой деятельности, определяются Правительством Российской Федерации в соответствии с международными договорами Российской Федерации с сопредельными иностранными государствами и федеральными законами. 

## Роль приграничной торговли в России
После распада СССР в России более половины субъектов федерации стало приграничными. Значительная часть приграничных территорий РФ относится к отсталым или депрессивным, поэтому развитие приграничной торговли в них чрезвычайно важно.
В России приграничная торговля имеет особо большое значение на Дальнем Востоке, где основным торговым партнёром России является Китай. Так, в 2007 году объем российско-китайской приграничной торговли  составил 8,3 млрд долларов США.